# Cerkiew św. Aleksandra Newskiego w Belgradzie

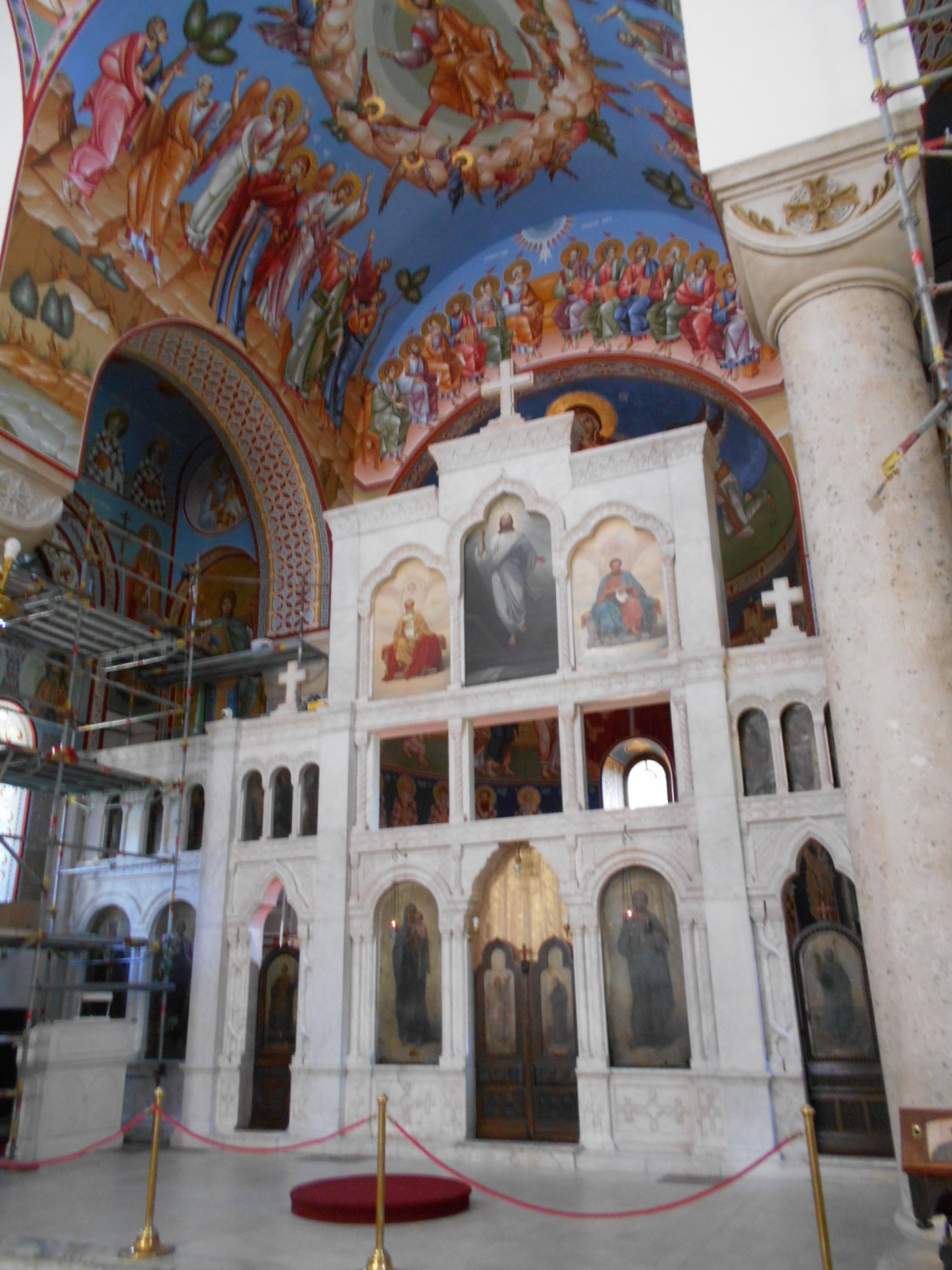
Ikonostas

Cerkiew św. Aleksandra Newskiego – prawosławna cerkiew w Belgradzie, w dzielnicy Dorćol.
Świątynia została wzniesiona w latach 1928–1929 na potrzeby rosyjskiej społeczności dzielnicy, na miejscu, gdzie od końca XIX stulecia znajdowała się tymczasowa cerkiew pułkowa rosyjskich oddziałów ochotniczych stacjonujących w Belgradzie, również nosząca wezwanie św. Aleksandra Newskiego. Plan wzniesienia większej cerkwi w jej zastępstwie istniał już w 1894, nie został jednak zrealizowany z powodu wyboru złego miejsca dla świątyni – podmokły grunt skłonił budowniczych do przerwania prac.
Budowę zachowanej do naszych czasów świątyni wznowiono w 1912. Projekt budynku wykonała Jelisaveta Načić. Wybuch wojen bałkańskich, a następnie I wojny światowej doprowadził do przerwania prac. W 1927 powstał nowy projekt świątyni, autorstwa P. Popovicia. Gotowy obiekt poświęcił 23 listopada 1930 patriarcha Barnaba. 
Obiekt reprezentuje styl bizantyjsko-serbski. We wnętrzu cerkwi znajduje się marmurowy ikonostas, pierwotnie przeznaczony do rodzinnego mauzoleum Karadjordjeviciów, przekazany parafii rosyjskiej przez króla Aleksandra I. Ikony wchodzące w jego skład oraz osobny wizerunek patrona świątyni były dziełem polskiego malarza Jana Matejki. W budynku znajdują się ponadto tablice pamiątkowe ku czci żołnierzy rosyjskich poległych w wojnie rosyjsko-tureckiej, I wojnie światowej oraz w wojnach bałkańskich, a także popiersia króla Aleksandra I i cara Mikołaja II.
W latach 1970–1973 hieromnich Naum (Andrić) i jego uczeń M. Knežević wykonali freski w świątyni. W 1998 dokonano generalnego remontu obiektu.